# 岐阜流通センター
岐阜流通センター（ぎふりゅうつうセンター）は、岐阜県岐阜市にある、卸売・トラックターミナル・倉庫などが集まる団地。
住所では、岐阜市柳津町流通センター1丁目～3丁目である。

## 概要
- 1975年（昭和50年）竣工。竣工当時の地名は、羽島郡柳津町であった。
- 大まかに4地区（共同施設地区、卸売地区、貨物地区、倉庫地区）で構成され、広さは約14万m2。組合員は約60社（2007年時点）。
- 2006年（平成18年）、敷地内にスーパービバホーム岐阜柳津店が開店。

## 組合組織および主な誘致企業
- 協同組合 岐阜総合卸センター
- 岐阜県貨物流団協同組合
  - 岐阜乗合自動車
  - トールエクスプレスジャパン
  - トナミ運輸
  - 西濃運輸
- 岐阜団地倉庫協同
  - 東海倉庫

## 交通
- 自動車
  - 国道21号薮田南5交差点を南下。約3km。
  - 名神高速道路岐阜羽島ICより、県道46号、153号、157号経由で約7km。
- 公共交通機関
  - JR岐阜駅バスターミナル（岐阜駅北）または名鉄岐阜のりば（名古屋鉄道名鉄岐阜駅西）より岐阜聖徳学園大学線「W66 岐阜流通センター」行き、「W67 岐阜聖徳学園大学」行き、「W68 県自動車会館行き」、岐阜流通センターバス停下車。徒歩すぐ。

- - 大垣駅前バスのりば（大垣駅南）より岐垣線「岐阜聖徳学園大学」行き、聖徳学園大学バス停下車。徒歩10分。